# Bergas Lor
Bergas Lor is een bestuurslaag in het regentschap Semarang van de provincie Midden-Java, Indonesië. Bergas Lor telt 6696 inwoners (volkstelling 2010).